# Marisol Escobar

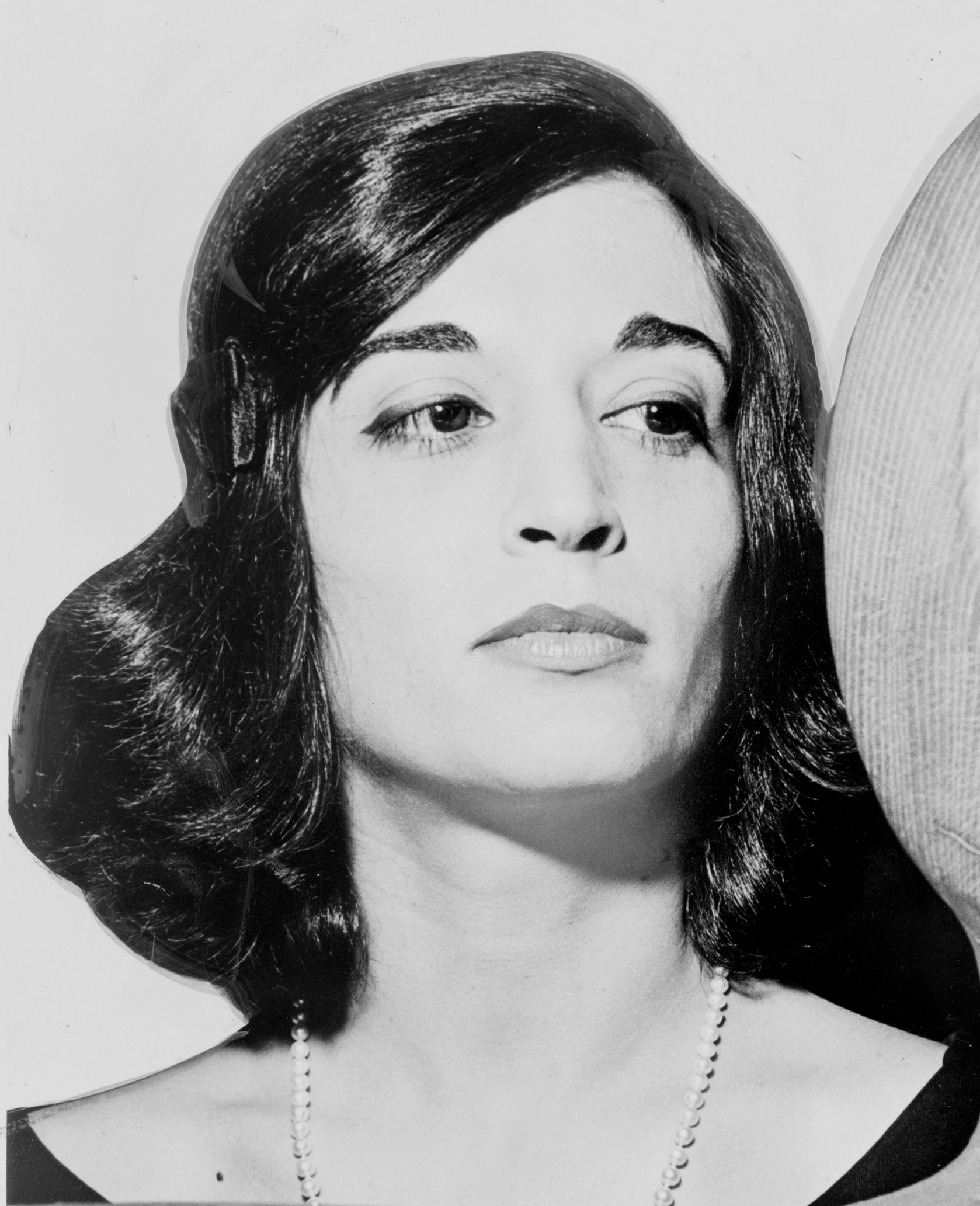
Marisol Escobar (1963)

Maria Sol „Marisol“ Escobar (als Künstlerin auch nur Marisol) (* 22. Mai 1930 in Paris; † 30. April 2016 in New York City) war eine US-amerikanische Bildhauerin, Malerin und Objektkünstlerin venezolanischer Herkunft.

## Leben
Maria Sol Escobar entstammte einer wohlhabenden venezolanischen Familie. Sie war die Tochter von Gustavo Escobar und Josefina Hernandez und hatte einen Bruder, Gustavo. Die Mutter, eine Kunstmäzenin in Venezuela, starb bereits 1941. Während des Zweiten Weltkriegs führten die Kinder mit dem Vater ein Nomadendasein mit wechselnden Aufenthalten in Paris, Los Angeles und Caracas. Der Vater unterstützte die Kinder und ermöglichte ihnen eine fundierte Ausbildung. Marisol studierte 1949 an der Académie Julian und an der École des Beaux-Arts in Paris. 1950 zog sie nach New York, wo sie von 1951 bis 1954 an der New School for Social Research, der Art Students League und bei Hans Hofmann an der Hans Hofmann School of Fine Arts studierte.
Über Hofmann wurde sie mit den Beatniks im Greenwich Village und den Malern des Abstrakten Expressionismus, deren Treffpunkt die Künstlerkneipe Cedars Tavern war, bekannt. Marisol freundete sich unter anderem mit Willem de Kooning an. Bereits zu dieser Zeit beschäftigte sie sich mit präkolumbischer Kunst und Artefakten der Indiokulturen und gab die traditionelle Malerei zugunsten der Plastik zunächst auf. Bald entstanden erste Skulpturen in Mischtechniken aus Holz, Kunststoff und anderen Fundstücken. 1958 hatte Marisol ihre erste Einzelausstellung bei Leo Castelli. 1959 folgte eine Reise nach Italien, bei der sie sich vor allem mit der Kunst der Renaissance befasste.
Zurück in New York entstanden ab 1960 Figurengruppen aus Holz. 1961 nahm sie an der umfangreichen Ausstellung The Art of Assemblage im Museum of Modern Art (MoMA) teil. Während der 1960er Jahre wurde sie vorwiegend im Umfeld der aufstrebenden Pop Art bekannt und stellte zusammen mit Künstlern wie Robert Indiana, Claes Oldenburg, James Rosenquist oder Andy Warhol aus. Mit Robert Indiana hatte sie 1963 eine kurze Kuss-Szene in dem Andy-Warhol-Film Kiss. Warhol hatte sie in der Stable Gallery von Eleanor Ward kennengelernt, die auch Indiana vertrat. 1964 erschien Marisol in einem Screen Test für den Warhol-Film 13 Most Beautiful Women, der der exotisch wirkenden Schönheit – die nunmehr unter dem Namen „Marisol“ auftrat – zu schneller Popularität und Präsenz in den Gesellschaftskolumnen verhalf. Die eher scheue Künstlerin war jedoch nicht so sehr an dem Partygeschehen und Superstar-Kult um Warhols Factory und andere Pop-Protagonisten interessiert und zog sich zunehmend von der New Yorker Kunstszene zurück. Ende der 1960er Jahre hatte sie zahlreiche Einzelausstellungen in Europa. 1968 nahm sie an der 4. documenta in Kassel und an der Biennale in Venedig teil. Politisch engagierte sie sich in dieser Zeit gegen den Vietnamkrieg.

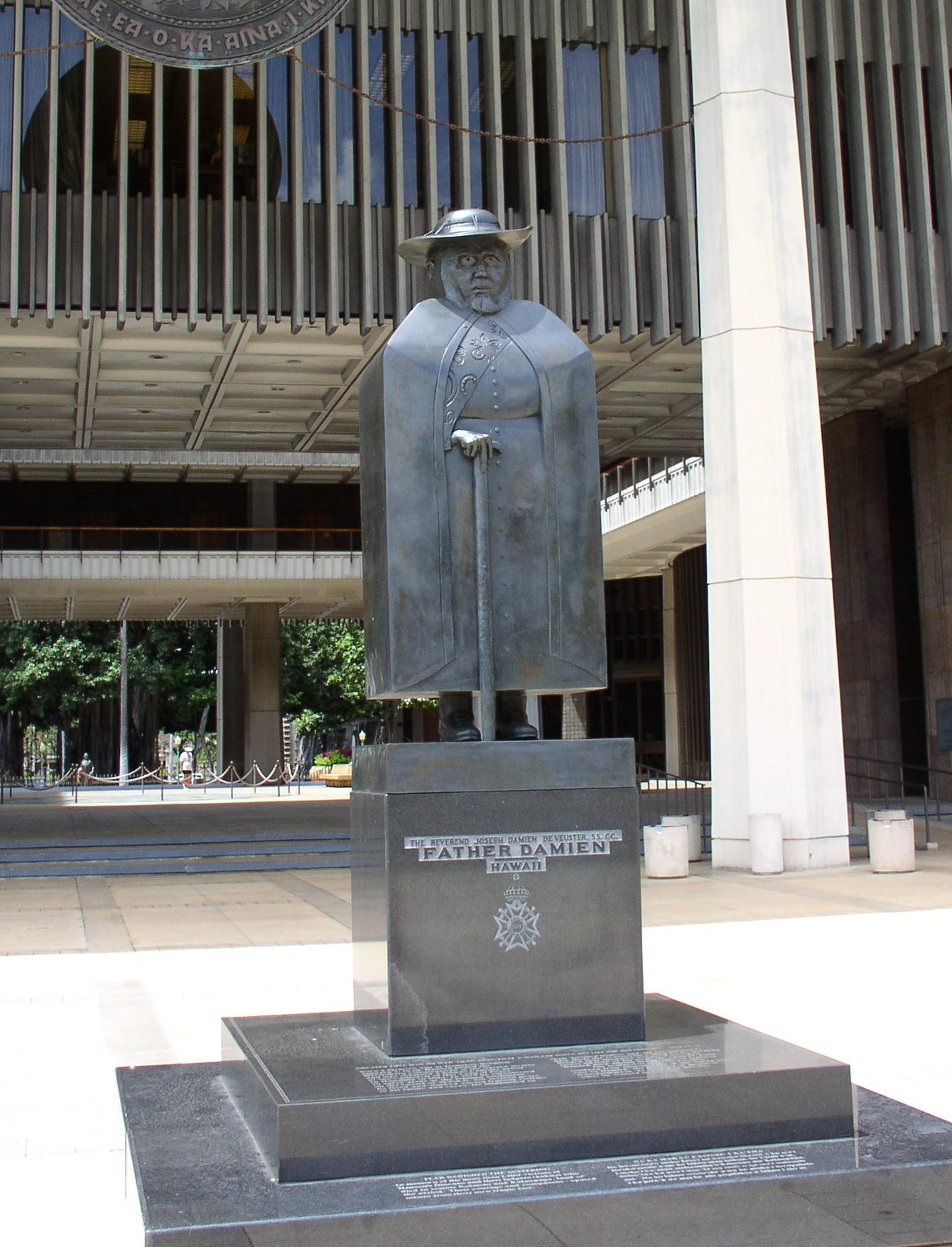
The Father Damien Statue (1969) vor dem Hawaii State Capitol

1968/69 wurde sie im Rahmen einer Ausschreibung der Hawaiʻi State Statuary Hall Commission aus 66 teilnehmenden Künstlern ausgewählt, die Statue des Paters und Missionars Damian de Veuster zu gestalten, die schließlich am 15. April 1969, dem Father Damien Day, vor dem Hawaiʻi State Capitol enthüllt wurde. Anfang der 1970er Jahre geriet die Künstlerin in eine Sinn- und Schaffenskrise und distanzierte sich einige Jahre vom Kunstmarkt; es folgten zahlreiche Weltreisen, auf denen sie sich bevorzugt dem Tauchsport widmete. Erst 1981 kehrte sie nach New York zurück. Seit 1978 war sie Mitglied der American Academy of Arts and Letters.
Marisol Escobar bewegte sich in unterschiedlichen Stilrichtungen der Kunst; ihre Arbeiten reichen stilistisch vom abstrakten Expressionismus über Hard Edge bis zur Pop-Art, mit der sie am ehesten in Verbindung gebracht wird. Marisols skulpturale Arbeiten sind stark von der präkolumbianischen Kunst, vom Primitivismus und von lateinamerikanischer Indio- und Volkskunst beeinflusst und zitieren auf teilweise eigentümlich satirische Weise religiöse und kulturgeschichtliche Sujets, wie die Installation Self-Portrait Looking at The Last Supper (1982–84), die Das Abendmahl von Leonardo da Vinci als kubistische Figurengruppe persifliert. Weitere figurative Arbeiten, wie beispielsweise Women Leaning (1965–66), bestehen zumeist aus Holzquadern, bei denen einzelne Elemente wie Gesichtszüge oder Hände detailliert herausgearbeitet und bemalt sind. Neben groß dimensionierten plastischen Werken arbeitete die Künstlerin auch mit Assemblage-Techniken, Siebdrucken und Lithografien.
Marisol lebte und arbeitete zuletzt in Tribeca, New York.

## Werke (Auswahl)
- 1962: The Family, Mixed Media, Museum of Modern Art, New York
- 1962: Furshoe, Lithografie, Museum of Modern Art, New York
- 1964: Women and Dog, Mixed Media, Whitney Museum of American Art, New York
- 1965: Pappagallo, Lithografie, Museum of Modern Art, New York
- 1965–66: Women Leaning, Harold Washington Library, Chicago
- 1967: Paris Review, Siebdruck, Museum of Modern Art, New York
- 1982–84: Self-Portrait Looking at The Last Supper, Mixed Media, Metropolitan Museum of Art, New York